# محمد صابر الوسلاتي
محمد صابر الوسلاتي ممثل وكاتب مسرحي وناقد سياسي تونسي، إشتهر ببرنامجه السياسي الناقد  صبريار  في إذاعة جوهرة أف أم التونسية، ثم بدور الديناري  في مسلسل رقوج .